# یواس‌اس پوگی (اس‌اس‌ان-۶۴۷)
یواس‌اس پوگی (اس‌اس‌ان-۶۴۷) (به انگلیسی: USS Pogy (SSN-647)) یک زیردریایی بود که طول آن ۲۹۲ فوت (۸۹ متر) بود. این زیردریایی در سال ۱۹۶۷ ساخته شد.